# Liste de groupes d'assurance
La liste ci-dessous répertorie les principaux groupes d'assurance par région et par ordre alphabétique.

## En Europe
Deux particularités européennes, tant pour l'assurance que pour la banque sont le développement de la bancassurance (groupes réunissant les deux métiers) et la forte présence de sociétés mutuelles.

### Allemagne
Assurances générales
- Allianz
- Talanx

Réassurance
- Hannover Re
- Munich Re

### Belgique
- AG Insurance
- NN
- Belfius (DVV & Corona)

### France
Assurances généraliste
- Axa marques du groupe : Axa, Direct Assurance, Montvoisin Assurance, Club 14, Natio Assurance
- CNP Assurances
- Predica (groupe Crédit agricole)
- Allianz
- Groupama marques du groupe : Groupama, GAN
- Generali Assurances
- BNP Paribas Assurance
- Assurances du Crédit mutuel
- Aviva
- La Mondiale
- Macif
- Groupe Swiss Life France
- MMA
- MAAF
- Natixis
- MAIF
- GMF
- SMA

Réassurance
- Scor

Mutuelles
- Groupama
- Macif
- MMA
- MAAF
- MAIF
- GMF
- MAE
- SMA

Institutions de prévoyance
- AG2R La Mondiale
- PRO BTP
- Klesia
- Groupe Malakoff Médéric

### Italie
- Generali
- Fondiaria Sai
- RAS

### Luxembourg
- Foyer
- Axa Luxembourg
- Swiss Life Luxembourg SA
- Swiss Re
- Bâloise Assurances

### Pays-Bas
- Ineas
- ING
- Fortis
- Aegon

### Royaume-Uni
- Lloyd's
- AVIVA
- Prudential
- Admiral Group

### Suisse
- Helvetia (assurances)
- Swiss Life
- Winterthur (groupe Axa)
- Zurich Financial Services
- Generali
- Vaudoise Assurances
- La Mobilière

Maladie
- Groupe Mutuel
- Helsana
- Visana
- CSS
- Assura

Réassurance
- Swiss Re

## Dans le monde

### Algérie
Compagnies d'assurance Publiques 
- CASH
- TALA

Compagnies d'assurance Privées 
- Alliance Assurances

### Cameroun
- SUNU Vie et IARDT

### Canada
Liste des principales compagnies d'assurance au Canada selon le Bureau d'assurance du Canada (BAC)
- Assurances Banque Nationale
- Beneva (nouveau nom de l'entreprise résultant de la fusion entre La Capitale et SSQ Assurances)
- Desjardins Assurances générales
- Industrielle Alliance compagnie d'assurance générale
- Intact Assurance (anciennement ING Canada)
- Belairdirect (filiale de Intact)
- Groupe Promutuel (Fédération de sociétés mutuelles d'assurance générale
- Wawanesa Assurance
- Co-operators Assurance et services financiers
- Assurance Vie Affaires (Groupe DCB)

Article en anglais : List of Canadian insurance companies (en)

### États-Unis
Assurance
- Chubb Ltd.
- State Farm
- Berkshire Hathaway
- Allstate Corp.
- Liberty Mutual
- Travelers Companies Inc.
- Farmers insurance Group of Companies

### Japon
- Yamato Life

### Maroc
- Wafa Assurance
- RMA
- Saham Assurance
- Axa Assurance Maroc
- Atlanta